# Stylaraea punctata
Stylaraea punctata là một loài san hô trong họ Poritidae. Loài này được Linneaus mô tả khoa học năm 1758.